# Illes Monach
Les Illes Monach (Monach Islands), també conegudes com a Heisker (en gaèlic escocès: Eilean Heisgeir), formen un arxipèlag a l'oest de North Uist, a les Hèbrides Exteriors d'Escòcia.
Les illes porten despoblades des de l'any 1948, però van arribar a estar habitades per més de 100 persones durant segles fins a l'any 1810. Moltes de les illes Monach, van ser abandonades originalment a causa del sobrepasturatge i repoblades després de les Highland Clearances.
Les illes principals són Ceann Ear (que antigament va albergar una abadia), Ceann Iar i Hearnish estan totes connectades en baixamar. Es diu també que va haver-hi un temps en què era possible caminar fins a Baleshare, i fins a North Uist en marea baixa.
Les illes són una Reserva Nacional natural d'Escòcia i són conegudes per la seva població de foca grisa, albergant també nombroses aus marines i una rica flora.
Les illes alberguen un petit far automatitzat, construït per substituir un de més antic l'any 1943.
Les illes més petites del grup inclouen Deasker, Shillay i Stockay.